# Victorwithius gracilimanus
Victorwithius gracilimanus är en spindeldjursart som först beskrevs av Volker Mahnert 1979.  Victorwithius gracilimanus ingår i släktet Victorwithius och familjen Withiidae. Inga underarter finns listade i Catalogue of Life.